# Ångfärjestationen
Ångfärjestationen, även Färjestationen, är en före detta stationsbyggnad i Helsingborg. Byggnaden ritades av Statens Järnvägars dåvarande chefsarkitekt Folke Zettervall och uppfördes 1898. Ursprungligen var byggnaden endast tänkt som en provisorisk lösning, då den egentliga tanken var att samla all Helsingborgs tågtrafik i en centralstation vid hamnen. Numera är byggnaden säte för nattklubben The Tivoli.

## Arkitektur
Byggnaden är något av en särling i Helsingborgs stadsbild, dels genom att vara en så centralt placerad träbyggnad i en stad annars dominerad av stenbebyggelse och dels genom sin arkitektoniska utformning, som påminner mer om nordsvensk nationalromantik än skånsk stationsarkitektur. Dess utseende påminner till exempel om stationshusen vid bland annat Bodens centralstation och Vännäs station. Byggnaden är utförd i en våning med vindsvåning och är klädd i svartmålad träpanel, liggande på bottenvåningens fasader och stående i vindsvåningens. Fönsteromfattningar och lister är till största delen vitmålade, medan fönstrens spröjsar är gröna. Taket är klätt i grönt takpapp.
Det ursprungliga stationshuset utgör byggnadens östligaste del och består av en ursprungligen axelsymmetrisk fasad med två flygelbyggnader som omgärdar en central byggnadskropp. I flyglarna är vindvåningen något utkragad, vilket markeras av en grönmålad list, uppburen av enkla konsoler. Mellan flyglarna ligger byggnadens huvudentré ut mot Hamntorget, vilken markeras av ett utskjutande tak. Över entrétaket är fasaden helt uppglasad genom en fönsterrad med små spröjsar. På byggnadens tak ovanför står en takkupa innehållande ett stationsur. Centralt på taket höjer en högre del med brantare takfall upp sig. I denna fanns tidigare en större lanternin, som dock senare tagits bort. Åt väster sträcker sig tullvisitationsbyggnaden, vilken bryter av byggnadens symmetri. Denna är i huvudsak utförd i liknande stil som resterande byggnaden. Bakom byggnaden sträcker sig två äldre perrongtak norrut. Dock är själva perrongerna borttagna. Väster om perrongtaken finns ett antal mindre tillbyggnader i en våning utan vindsvåning. Längs stationens östra fasad finns sedan en tid tillbaka en veranda med uteservering tillhörande The Tivoli. Byggnadens nya funktion som nattklubbslokal kan märkas i exteriören genom att gavlarna nattetid är upplysta av färgade glödlampor.
Stationen är särskilt utpekad i riksintresseförklaringen för Helsingborgs stadskärna och klassas som "Särskilt värdefull bebyggelse" i Helsingborgs kommuns bevarandeprogram.

### Bildgalleri

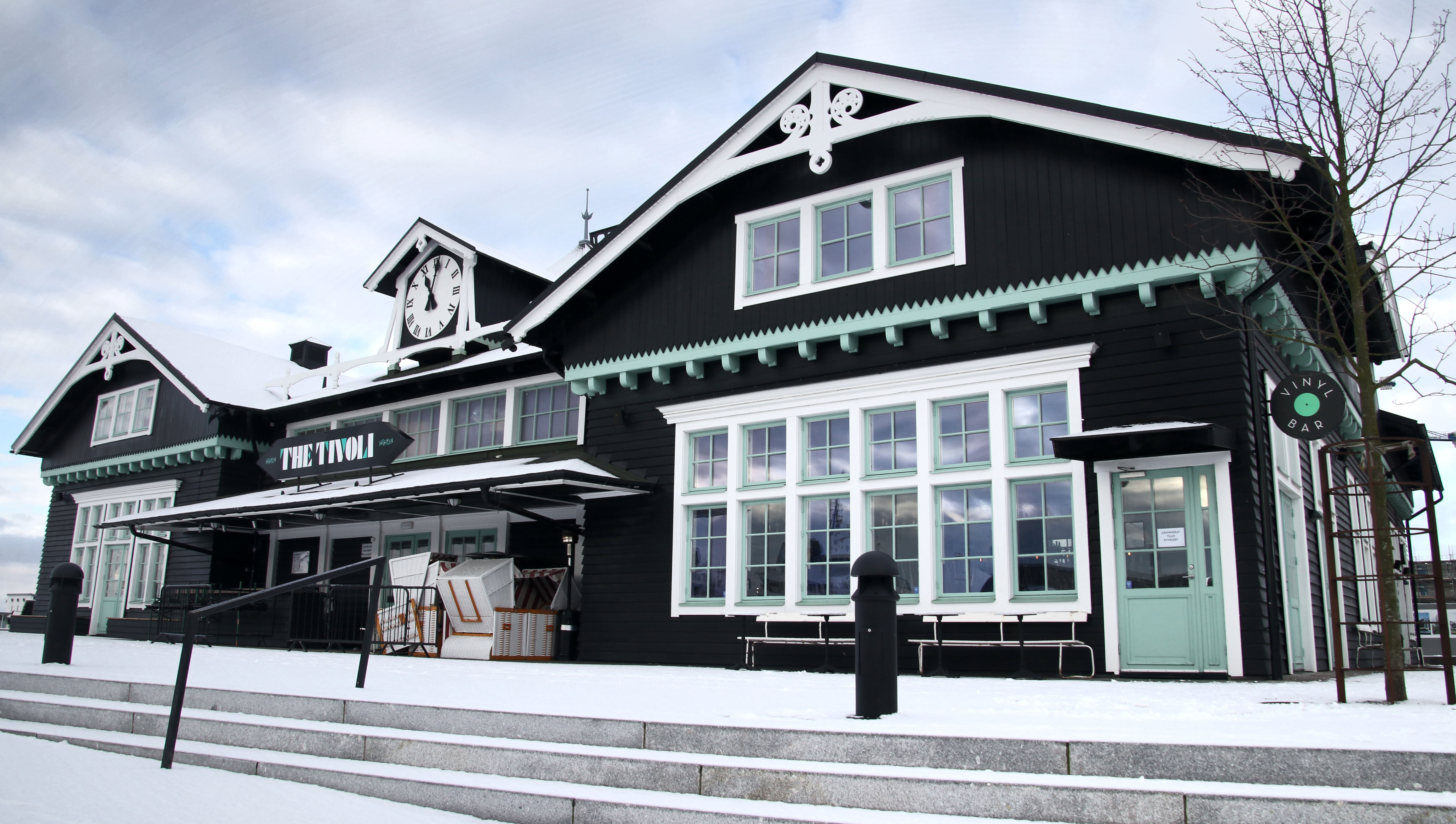
Fasad mot Hamntorget.
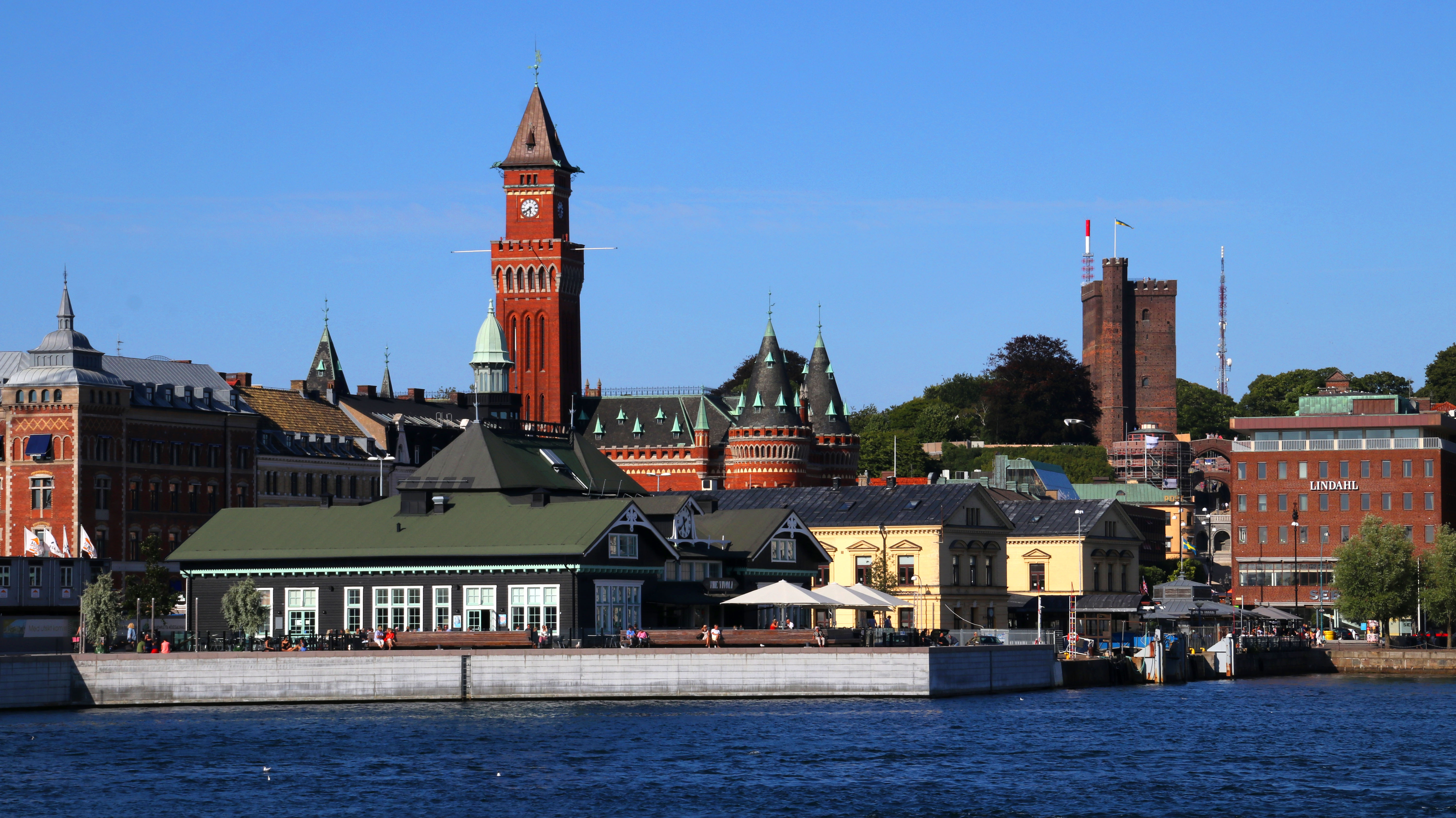
Vy från Inre hamnen.
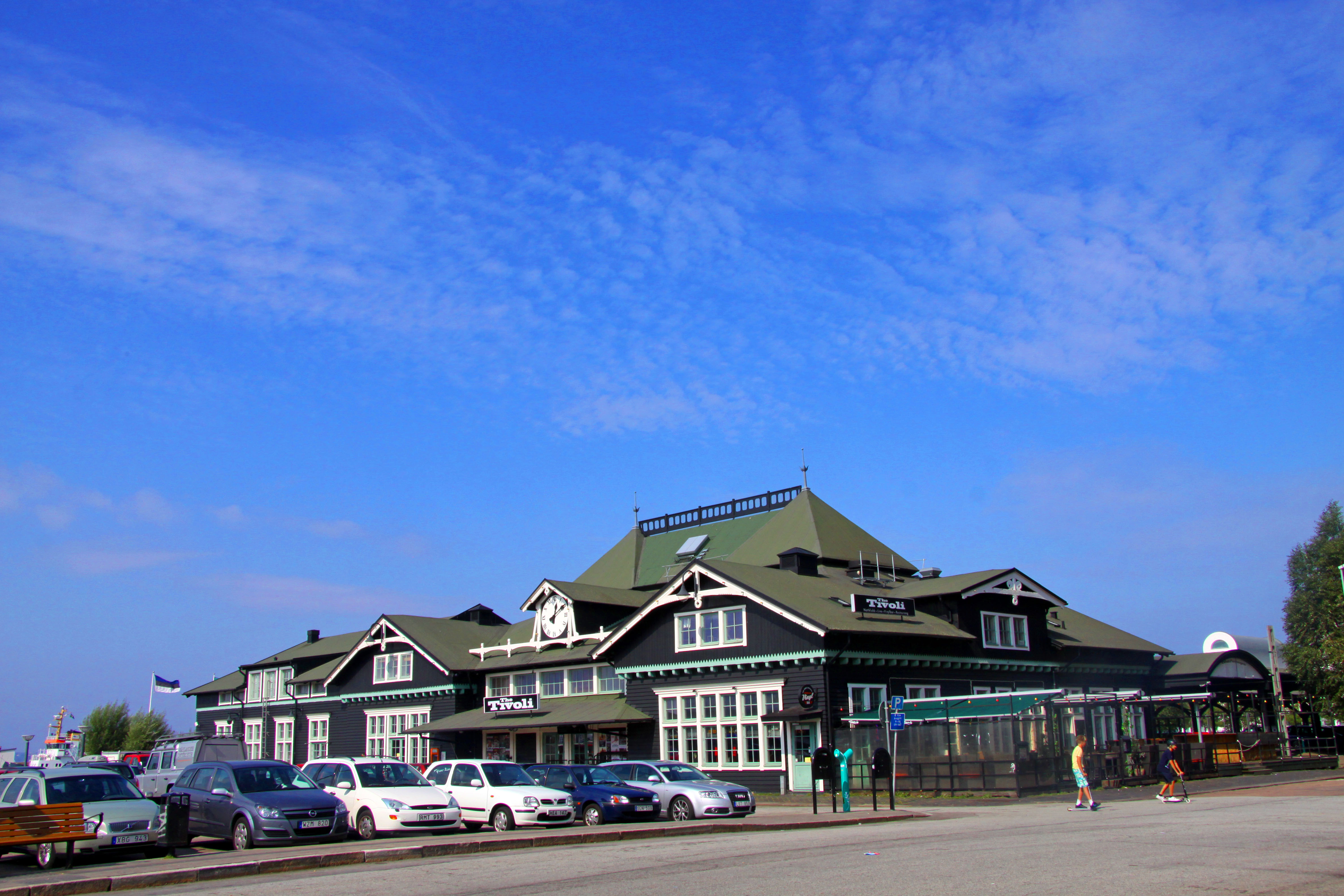
Gamla placeringen på Hamntorgets norra sida.
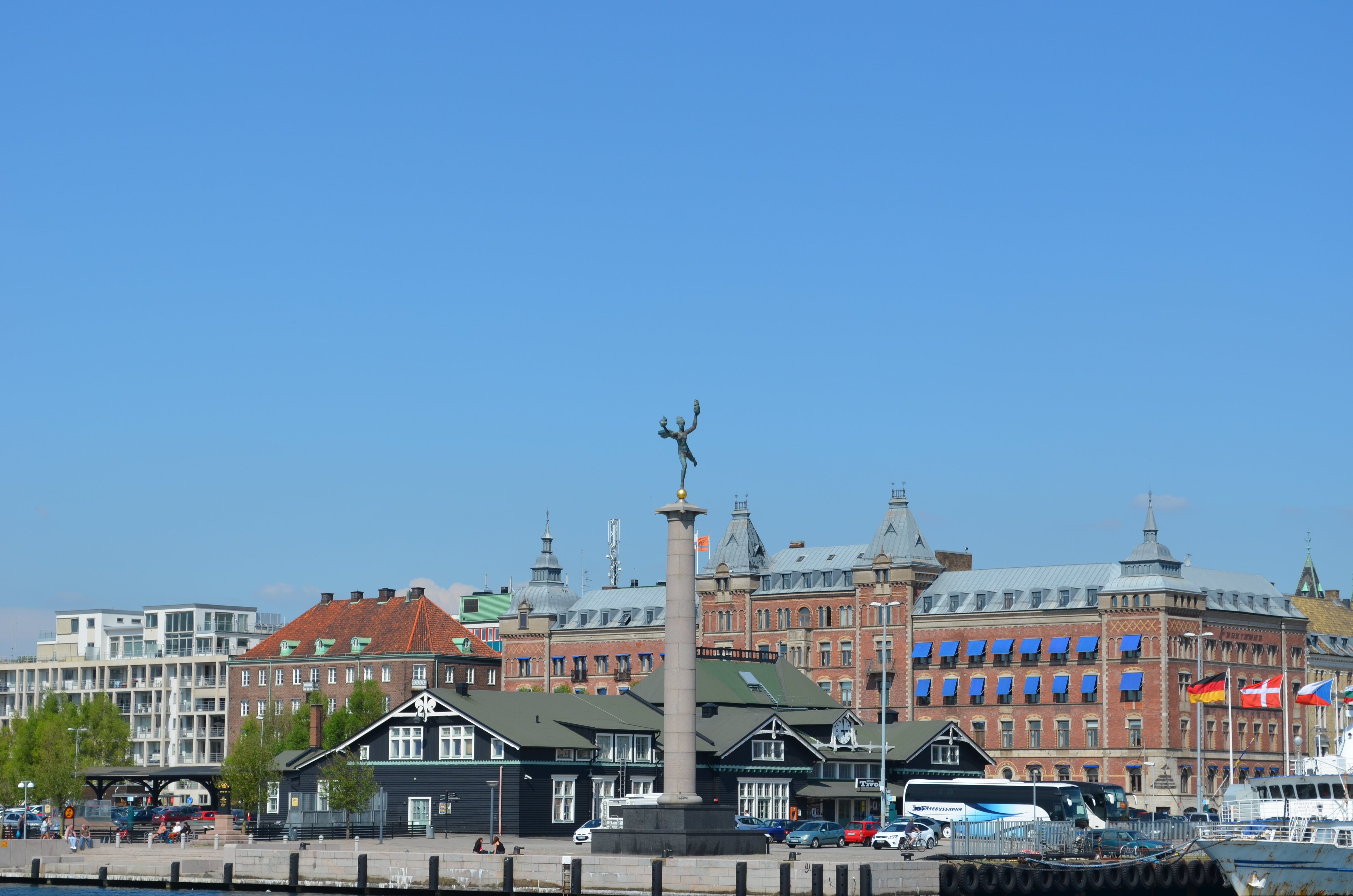
Vy från Inre hamnen med gamla placeringen.

## Historik

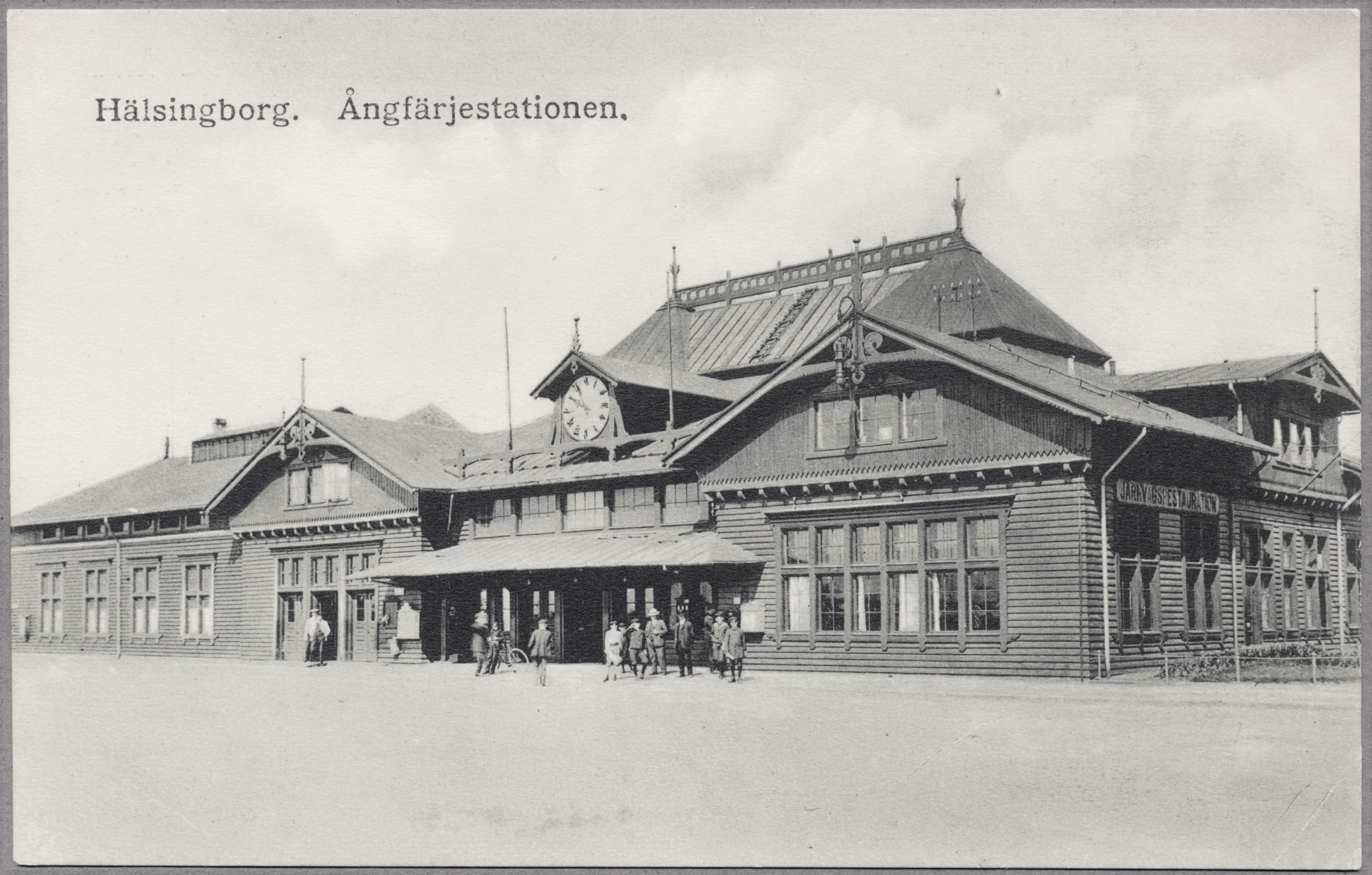
Ångfärjestationen omkring 1910.

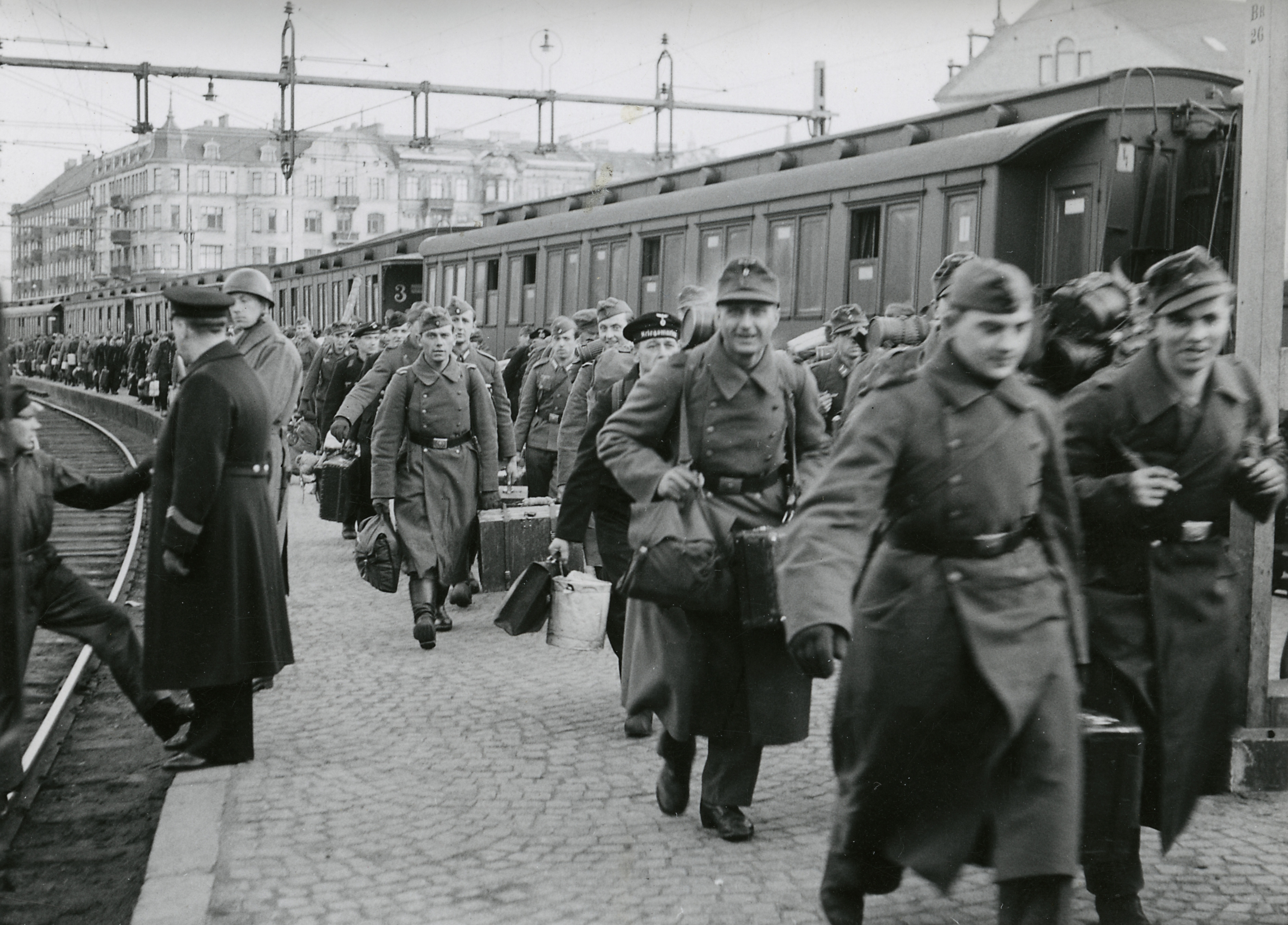
Tyska permittenter på Helsingborgs Färjestation den 30 april 1943

På initiativ av bland annat konsul Petter Olsson i Helsingborg anlades Skåne-Hallands järnväg mellan Helsingborg och Halmstad, vilken stod klar 1885. Banan drogs vid sin start längs Helsingborgs norra strand, för att sedan skära diagonalt genom två bostadskvarter och sedan följa Järnvägsgatan fram till Centralstationen. Sträckningen innebar dock att tung tågtrafik passerade rakt genom Helsingborgs centrum och sträckningen sågs därför endast som provisorisk. I och med byggnationen av Norra hamnen 1891 och invigningen av tågfärjelinjen till Helsingör 1892 uppstod behovet av en Ångfärjestation i området. Då Skåne-Hallands järnväg hade förstatligats gavs uppgiften till SJ:s arkitektkontor, där Folke Zettervall 1895 hade tillträtt som chefsarkitekt. Zettervall ritade en nationalromantisk station med inspiration från fornnordisk stil. Stationen utformades i trä, då man ansåg denna som ett provisorium i väntan på en lösning på järnvägens sträckning genom staden. Även om flera förslag till lösningar togs upp under tidens gång behåll banan sin sträckning genom staden i det drygt 100-åriga så kallade "bangårdseländet" och Ångfärjestationen stod därför kvar.
Under andra världskriget förlades en del av permittenttrafiken att gå via Ångfärjestationen, vilket medförde att en stor mängd tyska soldater passerade genom stationen på väg till och från det ockuperade Norge. År 1952 infördes passfrihet i Norden, vilket gav en ökad färjetrafik på HH-leden. Stationen var länge en slags knutpunkt i Helsingborg, där delar av stadens tåg, färjor och bussar samlades. Den var terminal åt DSB:s färjor, och DSB var det enda rederiet som trafikerade leden fram till 1955 då Linjebuss (LB) startade en konkurrerande linje med terminal vid Inre hamnen.
Inte förrän i slutet av 1900-talet nåddes en lösning i bangårdsfrågan genom att järnvägen norrut grävdes ner mellan Centralstationen och Gröningen. Som en följd revs den gamla Centralstationen till förmån för Knutpunkten, en ny, stor terminalbyggnad, invigd 1991. Samtidigt slogs DSB och LB (då SFL) samman till Scandlines vars färjor kom att avgå från Knutpunkten. All tåg- och busstrafik flyttades även till den nya byggnaden. Den 10 juni 1991 flyttades tågtrafiken från Ångfärjestationen och den 4 november samma år upphörde färjetrafiken. Efter att byggnaden upphört att fungera som station hyste den ett flertal olika verksamheter: Tropikariet, en dykfirma och olika ungdomsverksamheter. Nattklubben The Tivoli flyttade in i byggnaden 1996 och har funnits där sedan dess. Från början hyrde klubben endast den gamla vänthallen och restaurangen, men efter hand som andra verksamheter har flyttat ut har klubben till slut expanderat till att omfatta hela byggnaden.
Under sin levnad har stationen genomgått flera till- och ombyggnader. En tullvisitationsbyggnad lades till 1901, vilket bröt av byggnadens symmetriska fasad, och 1910 höjdes taket. Vänthallen byggdes om 1927 och 1930 uppfördes perrongtaken på stationens baksida. Restaurangen, belägen i byggnadens östra del, byggdes 1973 ut genom ett tillägg av en veranda med plantak och 1978 täcktes den stora lanterninen över vänthallen in med papp. En gångbro till färjorna lades till 1987, men dessa revs när stationen upphörde. Restaurangtillbyggnaden revs under 2000-talets första decennium, liksom vissa byggnader på stationens baksida.

## Flytten
När järnvägen norrut grävts ner och tågtrafiken till Ångfärjestationen upphörde, revs bangården bakom, vilket frigjorde stora ytor för exploatering i anknytning till Norra hamnen. Stora delar av hamnområdet byggdes 1999 ut med ett nytt bostadsområde, vilket blev basen för bostadsutställningen H99 samma år, och 2002 stod sedan Dunkers kulturhus klart. Kvarteret kring Ångfärjestationen blev outnyttjat och användes endast som parkering. Därför uppkom 2004 tankar på att uppföra ett kongresscenter i denna del av hamnen. De första planerna för området innebar att Ångfärjestationen skulle komma att flyttas och Fredriksdals friluftsmuseum föreslogs bland annat som en ny plats. De befintliga verksamheterna i byggnaden tänkte man skulle vara kvar i området, men i andra lokaler. Planerna möttes däremot av protester bland befolkningen och bland annat startades en webbplats med en namninsamling för att bevara The Tivoli i Ångfärjestationen. Till följd av detta ändrades planerna och i ett nytt förslag bevara Ångfärjestationen, minst i sitt uruppförande, men får flyttas inom tomten. En tävling om utformningen av kongressanläggningen utlystes under våren 2009.
Många helsingborgare protesterade i form av demonstrationer och namninsamlingar mot flytten av byggnaden. Detta gav föga gehör, och den 24 februari 2010 beslöt kommunstyrelsen att en kongressanläggning ska byggas på platsen för Ångfärjestationen och att denna skulle flyttas söderut 50 m, till andra sidan Hamntorget.
Den 14 mars 2016 flyttades Ångfärjestationen till sin nuvarande plats.